# El Hierro

Bandiera di El Hierro

El Hierro soprannominata Isla del Meridiano ("Isola del Meridiano") è un'isola spagnola. È la più piccola e la più sud-occidentale di tutto l'arcipelago delle Isole Canarie, che si trova nell'Oceano Atlantico, lontano dalle coste africane. Il capoluogo dell'isola è Valverde.

## Geografia
El Hierro ha come capitale Valverde. Come il resto dell'arcipelago, l'isola è prevalentemente montuosa, ed ha una superficie di 224 km², che la fa essere la settima isola delle Canarie per grandezza. Il punto più alto dell'isola è il Malpaso, posto a 1.501 metri sul livello del mare. Nel 2003 l'intera isola contava 10.162 abitanti.
Come tutte le Canarie, El Hierro è una frequentata destinazione turistica. È servita da un piccolo aeroporto, situato nella capitale, e da un porto a Puerto de la Estaca, da cui partono traghetti; entrambi i terminal sono connessi a Tenerife.

## Flora e fauna
El Hierro, essendo alquanto isolata dal continente, è la casa di molte specie uniche, una per tutte la lucertola gigante di El Hierro (Gallotia simonyi), una delle due sottospecie di quest'ultima, la lucertola gigante di Roque Chico De Salmor (Gallotia simonyi simonyi) è ormai estinta.
Il Hierro è un'isola molto piccola e anche molto giovane. Fu esplorata dal re Giuba II di Mauretania, come riportato da Plinio il Vecchio.
Prima della conquista degli spagnoli di Jean de Béthencourt l'isola era abitata dal popolo dei Binbache, che vivevano in caverne o in piccole capanne di pietra.
Juan Bethencourt decise di conquistare l'isola pacificamente: usò come interprete il fratello del re dell'isola che era stato catturato negli anni precedenti, e disse al re dell'isola Armiche che volevano solo coltivare e cacciare in quell'isola e che avrebbero dato loro degli schiavi. Armiche accettò e così gli spagnoli presero il controllo dell'isola.

## Simboli naturali
I simboli naturali di El Hierro sono: Gallotia simonyi machadoi (lucertola gigante di Hierro) e Juniperus phoenicea (sabina).

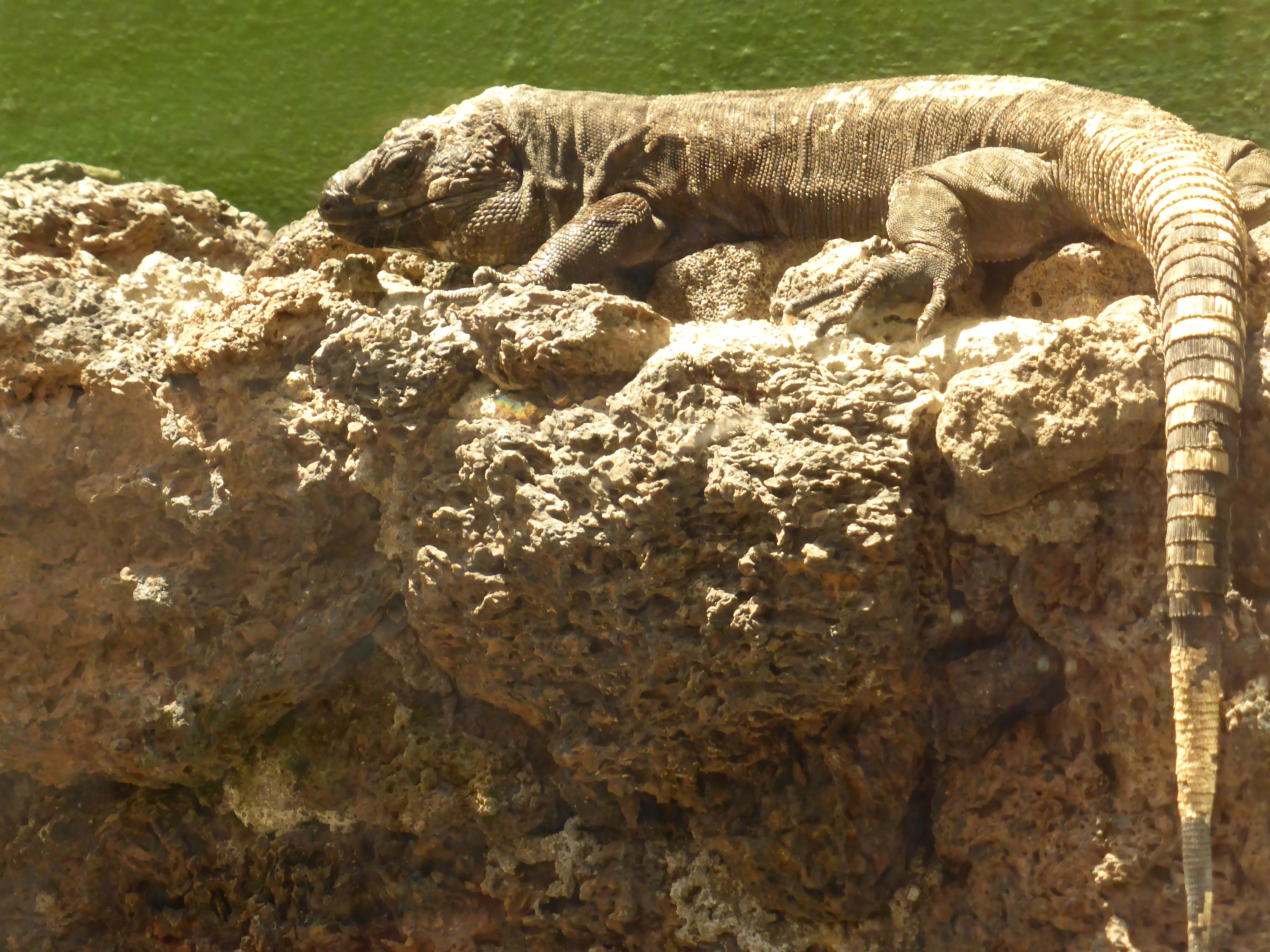
Gallotia simonyi machadoi
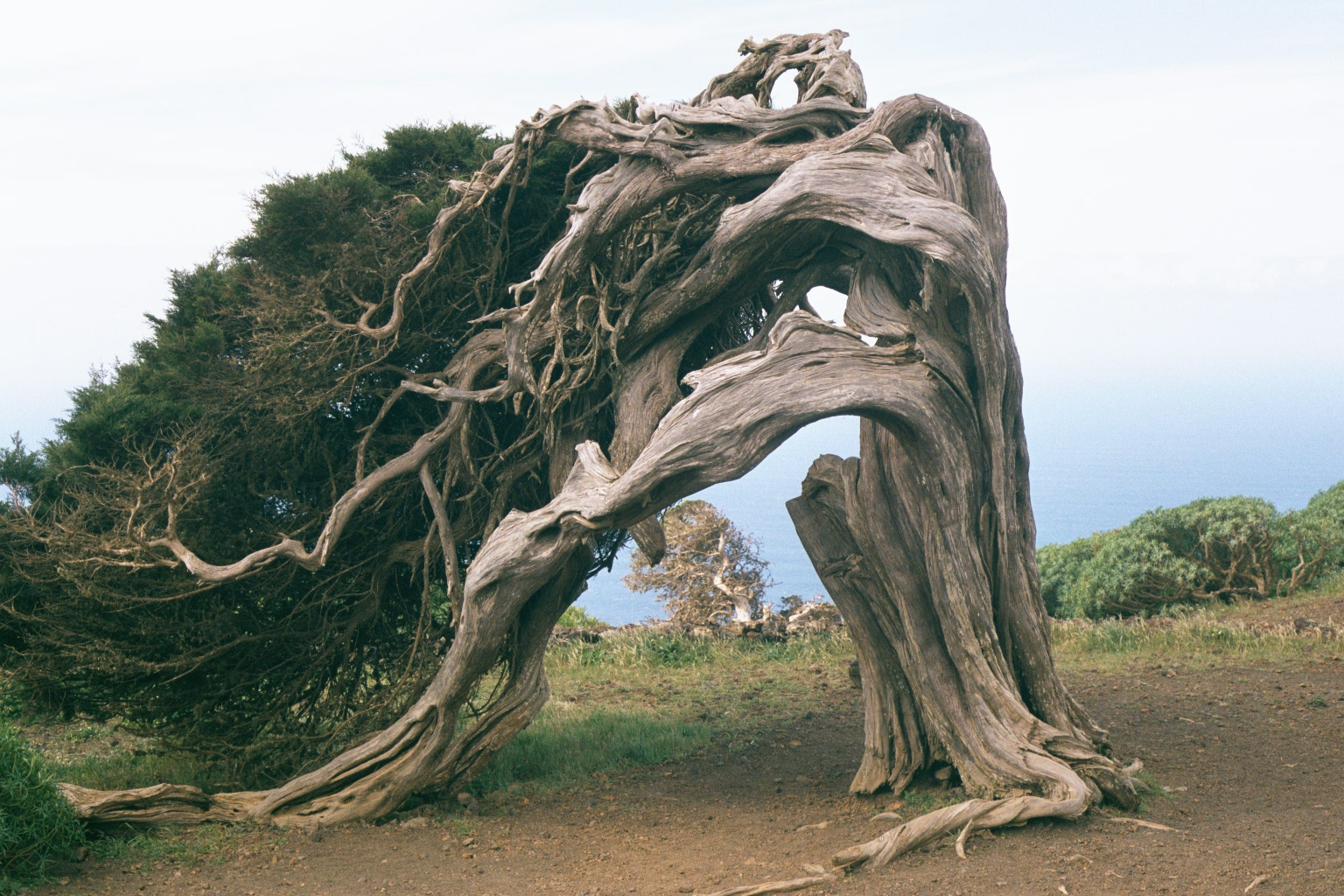
Juniperus phoenicea

## Storia
Il nome dell'isola deriva dal toponimo in lingua guanci Hero (o Esero), che fu trascritto "a suono" in spagnolo "Hierro", e da questo tradotto "a senso" nell'italiano "Ferro", nome con cui l'isola è stata conosciuta internazionalmente finché vi passava il meridiano fondamentale, detto appunto Meridiano di Ferro. Plinio il Vecchio, riportando come fonte Giuba II, nominò nelle sue opere una serie di isole oggi appartenenti alle Canarie, e alcuni pensano che quella che lui chiama Capraria sia oggi El Hierro.
Gli antichi nativi dell'isola, una popolazione guanci chiamata Bimbaches, fu conquistata da Jean de Béthencourt nel 1402, più con trattative e negoziati che con azioni militari. Béthencourt, infatti, aveva dalla sua come negoziatore un certo Augeron, fratello del re dell'isola, catturato anni prima dagli spagnoli. In cambio del controllo dell'isola, Béthencourt promise di salvaguardare la libertà dei nativi, ma egli ruppe la sua promessa, vendendo molti Bimbaches come schiavi. In seguito molti francesi e galiziani si stabilirono sull'isola, continuando ad uccidere e a deportare i nativi, fino a che, dopo un'ultima, fallita, rivolta contro il governatore Lázaro Vizcaíno, i bimbaches, come tutta la popolazione guanci, venne completamente sterminata.
Dopo il 2020, l'isola è diventata una delle mete più tentate dai migranti che cercano un ingresso in Europa dall'Africa Occidentale, via mare. Nel 2024 si stima siano arrivati su imbarcazioni di fortuna oltre 20.000 migranti, spesso in condizioni critiche di salute.

## Organizzazione politica
L'isola è parte della provincia spagnola di Santa Cruz de Tenerife, e include tre comuni:
- La Frontera
- Valverde
- El Pinar de El Hierro

Valverde è situata nel nordest dell'isola, ed è la sede del governo isolano, Frontera occupa il versante ovest, El Pinar la zona sud ed ogni comune comprende diversi villaggi.

## Energia
El Hierro diventerà la prima isola al mondo ad essere energeticamente autosufficiente attraverso impianti ad energia pulita. Con gli investimenti di circa 54 milioni di euro stanziati dal governo spagnolo, infatti, l'isola si avvarrà di un impianto idroelettrico, che fornirà 10 megawatt di energia, e uno eolico, che servirà per portare l'acqua fino ai bacini di riserva. Inoltre due desalinizzatori utilizzeranno l'energia in eccesso. Non mancano sull isola generatori a gasolio (nafta), con relativi serbatoi, utilizzati in mancanza di vento sufficiente, per pompare acqua al bacino superiore

## Celebrazioni
La festa più importante di El Hierro è la Bajada della Virgen de los Reyes (patrona di El Hierro), che si tiene ogni quattro anni, il primo sabato del mese di luglio. Durante la festa si sposta l'immagine della Vergine dal suo santuario di La Dehesa (La Frontera) alla capitale dell'isola (Valverde), per un giro di 44 chilometri (strada della Vergine) che attraversa tutte le città di El Hierro. I danzatori che accompagnano l'immagine della Vergine eseguono un ballo tradizionale. La festa annuale della Vergine è il 24 settembre.
La celebrazione del carnevale, anche importante, si collega al Carnevale de los carneros in Tigaday (La Frontera).